# Brasil nos Jogos Mundiais de 2013
Este artigo traz um resumo da participação brasileira nos Jogos Mundiais de 2013, disputado em Cali, na Colômbia.

## Desportistas
Para esta edição, o Brasil enviou 74 atletas para a disputa.

### Desportos Individuais

#### Bilhar
Categoria Snooker
- Igor Figueiredo - Perdeu a semifinal para o chinês Liang Wenbo por 3x0. Na disputa do bronze, foi derrotado pelo tailandês Dechawat Poomjaeng por 3x2. Terminou sua participação nos Jogos na 4a posição[2]
- Pedro Bohm[3]

#### Bocha
Categoria - Duplas Masculino
- Volnei Branchi e Nei Cenci[4]

#### Boliche
Masculino
- Marcelo Suartz[5]

Feminino
- Roseli dos Santos[5]

#### Ginástica de Trampolim
- Mariana Aquino - Terminou na 4ª colocação.[6]

#### Paraquedismo
- Fábio Pelayo[7] e Marcelo Ricci[7]

#### Orientação
Categoria - Orientação Masculina Individual
- Leandro Pasturiza - terminou em 33° lugar[5]
- Cleber Vidal - terminou na 32ª colocação.[5]

Categoria - Média Distância (Masculino)
- Leandro Pasturiza - terminou em 29° lugar[7]
- Cleber Vidal - terminou na 35ª colocação.[7]

Categoria - Orientação Fiminiina Individual
- Tânia Maria de Jesus - terminou em 35° lugar[5]
- Franciely Chiles - terminou em 36°.[5]

Categoria - Média Distância (Feminino)
- Tânia Carvalho - terminou em 34° lugar[7]
- Franciely Chiles - terminou em 36°.[7]

Categoria - Equipes
- O Brasil terminou em 12o lugar.[8]

#### Squash
- Thaísa Serafini - Perdeu para Natalie Grinham (NED), nas oitavas de final, por 3 sets a 0.[5]

#### Wakeboard
- Marcelo "Marreco" Giardi

#### Duatlo
- Ernani de Souza - Terminou em 19° lugar, com o tempo de 1h49m39s.[3]
- Thiago Mattar - Não completou a prova.[3]
- André Oliveira Não completou a prova.[3]

#### Wushu
- Nota: a atleta Samara Sampaio havia sido classificada, porém, por motivo de lesão, não participou dos Jogos.[9]

### Desportos Coletivos
- Punhobol - Então campeã, a Seleção Brasileira de Punhobol perdeu nas semifinais para a Alemanha por 3x1.[7] Foram derrotados também na disputa pelo bronze para a Áustria por 4x3, em um jogo bastante parelho.[8]
- Rugby 7 - Terminou em 6o lugar.[10]

## Medalhistas

### Medalhas de Ouro
Patinação Artística sobre rodas
- Marcel Stürmer.[3][11]

Ginástica de Trampolim
- Bruno Martini[12]

Levantamento de peso básico
- Ana Castellain[6]

Beach Handball
- Seleção Brasileira de Handebol de Praia Masculino[13][14][15] - Bruno Oliveira (Grêmio CIEF-PB) / Caio Santos (Handebol Clube da Paraíba-PB) / Cleiton Silva (Instituto de Desenvolvimento do Esporte-RJ) / Cyrillo Rocha (Riohandbeach-RJ) / Danilo Eugênio (PMG Amigos do Esporte-SP) / Davi Nascimento (Rio Handbeach-RJ) / Diogo Vieira (PMG Amigos do Esporte-SP) / Jaime Torres (Rio Handbeach-RJ) / Jarison Ribeiro (Handebol Clube da Paraíba-PB) / João Paulo Souza (São Vicente-SP) / Marcos Vinícius (Rio Handbeach-RJ) / Nailson de Souza (Handebol Clube da Paraíba-PB) / Pedro Luiz (Niterói Rugby Futebol Clube-RJ) / Thiago Gusmão (Rio Handbeach-RJ) / Welington de Novaes (Handebol Clube da Paraíba-PB).
- Seleção Brasileira de Handebol de Praia Feminino[13][14][15] - Camila de Souza (APECEF/Posto Oceania-PB) / Carolina Braz (Handebol Futuro-RN) / Cinthia Piquet (APECEF/Posto Oceania-PB) / Darlene Silva (APECEF/Posto Oceania-PB) / Ingrid Nanni (Idhand Handebol Nacional-SP) / Jerusa Dias (Z5 Handebol-RJ) / Juliana Vital (Instituto de Desenvolvimento do Esporte-RJ) / Millena Braga (APECEF/Posto Oceania-PB) / Millena dos Anjos (APECEF/Posto Oceania-PB) / Nathalie Souza (APECEF/Posto Oceania-PB) / Patrícia Scheppa (ACH Concórdia-Campinas-SP) / Priscilla Annes (APECEF/Posto Oceania-PB) / Renata Cibelly (Handebol Clube da Paraíba-PB), Renata da Silva (Rio Handbeach-RJ), Renata dos Santos (Instituto de Desenvolvimento do Esporte-RJ) / Roberta Guimarães (Instituto de Desenvolvimento do Esporte-RJ).

### Medalhas de Prata
- Sumô feminino (categoria até 65kg) - Luciana Watanabe perdeu na final para a japonesa Yukina Iwamoto e conquistou a prata.[16]
- Sumô Feminino (categoria livre) - Janaína Silva. Ela ficou com a prata após perder na decisão para a russa Anna Zhigalova.[3]
- Karatê masculino (categoria até 60 kg) - Douglas Brose chegou à final, mas perdeu para o colombiano Andrés Llanos e faturou a medalha de prata.[16]

### Medalhas de Bronze
- Bocha (duplas femininas) - Noeli Dalla Corte e Ingrid Quadri[6]

### Esportes de Demonstração

#### Medalhas de Prata
- Wushu - Marcelo Yamada[9][17]

#### Medalhas de Bronze
- Futebol de salão - O selecionado Brasileiro perdeu de 4x2 para a Colômbia nas semifinais (No tempo normal, o placar foi 2 a 2, e na prorrogação os colombianos fizeram mais 2 gols). Na disputa da medalha de bronze, venceu a Argentina por 3x2.[18]